# A6-os autópálya (Románia)
Az A6-os autópálya (románul Autostrada A6) Romániában, Lugostól (Lugoj) a bolgár–román határon lévő Calafatig fog megépülni, aholis csatlakozni fog a Vidin–Calafat hídra. Útközben a tervezett Craiova–Pitești-autópályához is csatlakozik majd. Jelenleg csak a Bálinctól (Balinț) Lugosig tartó 11,4 km-es szakasz van kész belőle, ami Bálincnál csatlakozik a dél-erdélyi autópálya (A1) 27,6 km-es Sziklás (Șanovița)–Bozsor (Traian Vuia) szakaszára. A IV. páneurópai folyosó déli része.

## Története
A kormány által véglegesített, 2016-ban jóváhagyott tervekben autóútként szerepel, Bukarest-Craiova-Szörényvár-Lugos útvonalat követve. Ugyanazon tervek alapján egy főút vezetne Calafat irányába.
A Lugos és olténiai Filiași közötti 230 km hosszú gyorsforgalmi út megvalósíthatósági tanulmányára 2021-ben írtak ki közbeszerzést, amit az Egis cég nyert; a tendert azonban a CNAIR semmisnek nyilvánította. 2022 áprilisában 4 szakaszra bontva újra kiírták a tervezési közbeszerzést, 18−26 hónapos határidőkkel. A Filiași–Szörényvár (70 km), Szörényvár–Domásnya (65 km) és Domásnya–Karánsebes (45 km) közötti szakaszokra vonatkozó szerződést már korábban aláírták, a Lugos–Karánsebes szakasz tervezését elnyerő török Inpro cég azonban nem adta be a szerződéskötéshez szükséges dokumentumokat, így 2024. január 4-én a tendert érvényteleníteni kellett; erre a szakaszra ezért csak decemberre sikerült szerződést kötni.

### Építése

#### A1–Lugos
A Lugos és Déva közötti kb. 100 km hosszú autópályát négy szakaszban építik. Az olasz Tirrena Scavi–Società Italiana per Condotte d’Acqua–Cossi Construzioni konzorcium az Y alakú első szakasz építője volt 681 millió lejért (140 millió euró) (+ÁFA), de csak 9 hónapos késéssel adták át az utat 2013. december 23-án – ennek volt része az A6-os is. A költségek 85%-át az Európai Unió fizette.